# Бо Нейлор
Ноа-Гібсон «Бо» Нейлор (англ. Noah-Gibson "Bo" Naylor, нар. 21 лютого 2000) — канадський професійний бейсбольний ловець команди Клівленд Гардіанс в Північноамериканський бейсбольній лізі (MLB). Він вперше зіграв у МЛБ у 2022 році.

## Аматорська кар'єра
Нейлор навчався в католицькій середній школі Святої Жанни д'Арк у Міссіссаузі, Онтаріо, і грав за юнацьку збірну Канади з бейсболу. Він брав участь у Всеамериканський грі Under Armour і Чемпіонаті світу з бейсболу серед молоді до 18 років, який відбувся в Онтаріо в 2017 році. Він вирішив вступити до Техаського університету A&M, щоб грати в бейсбол у коледжі.

## Професійна кар'єра
Клівленд Гардіанз вибрали Нейлора в першому раунді під 29-м номером Вищої бейсбольної ліги 2018 року Він підписав контракт із «Клівлендом», замість того, щоб вступити до Texas A&M, за 2 578 138 доларів США. Він був призначений до команди Arizona League Indians і провів там увесь сезон із середнім результатом 0,274 із двома хоумранами(різновид ігрової ситуації в бейсболі, що являє собою хіт, під час якого відбиваючий і ті, хто біжать, які перебувають на базах, встигають здійснити повне коло базами та потрапити в дім (тобто здійснити пробіжку), водночас немає помилок із боку команди, що захищається) та 17 забігами із ракетками (RBI) у 33 зіграних іграх. Сезон 2019 року Нейлор провів у команді «Лейк Каунті Капітенз». У 107 іграх він відбив 0,243 з 11 хоумранами та 65 RBI.

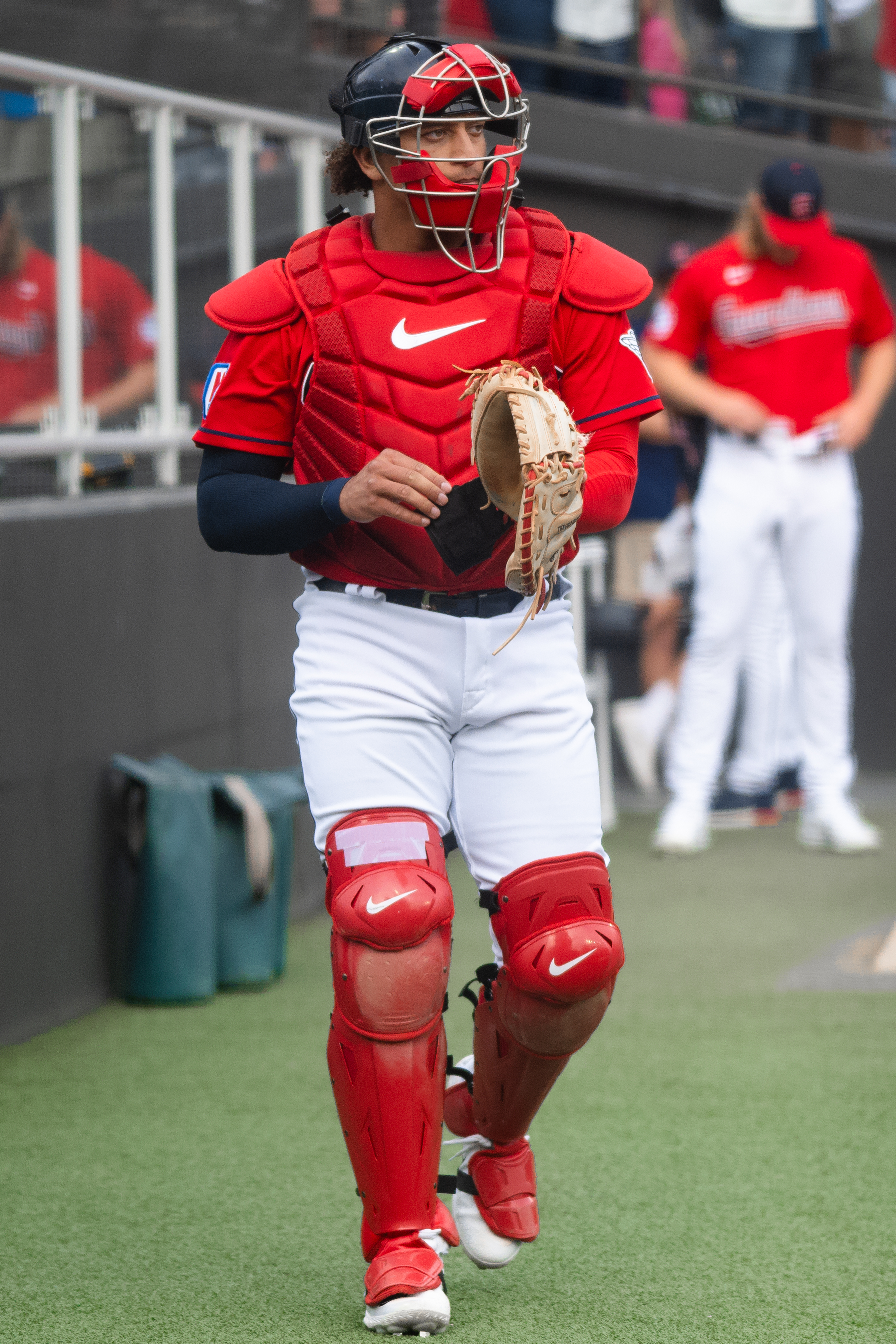
Нейлор з Опікунами у 2023 році

Нейлор не брав участі у грі в 2020 році через скасування сезону нижчої ліги через пандемію COVID-19. У 2021 році він грав за Акрон РабберДакс, вигравши 0,188/0,280/0,332 із десятьма хоум-ранами та 44 RBI у 87 іграх. У червні Нейлор був обраний для участі у All-Star Futures Game. У 2022 році з «Акроном» Нейлор мав середній показник 0,271, 0,898 OPS і шість хоумранів. У червні Нейлор перейшов у Columbus Clippers.
Опікуни вибрали контракт Нейлора 1 жовтня 2022 року, додавши його до свого активного списку. Він вперше зіграв у вищій лізі того ж дня проти « Канзас-Сіті Роялз», вийшовши на заміну в обороні.
Перед сезоном 2023 року Нейлор грав за збірну Канади з бейсболу на Міжнародний професійний бейсбольний турнір. Опікуни віддали Нейлора в Колумбус, щоб розпочати сезон 2023 року. Він зіграв у 67 іграх за «Клівленд» у 2023 році, показавши 0,237/0,339/0,470, 11 хоум-ранів і 32 RBI.
4 травня 2024 року Нейлор виграв свій перший турнір великого шолома в кар'єрі, погравши з Рейдом Детмерсом з «Лос-Анджелес Енджелс» .

## Особисте життя
Старший брат Нейлора, Джон Нейлор, також грає за Клівленд Гардіанз як гравець першої бази та аутфілдер. Його молодший брат, Майлз Нейлор, грає за організацію Oakland Athletics .